# 維維日城堡

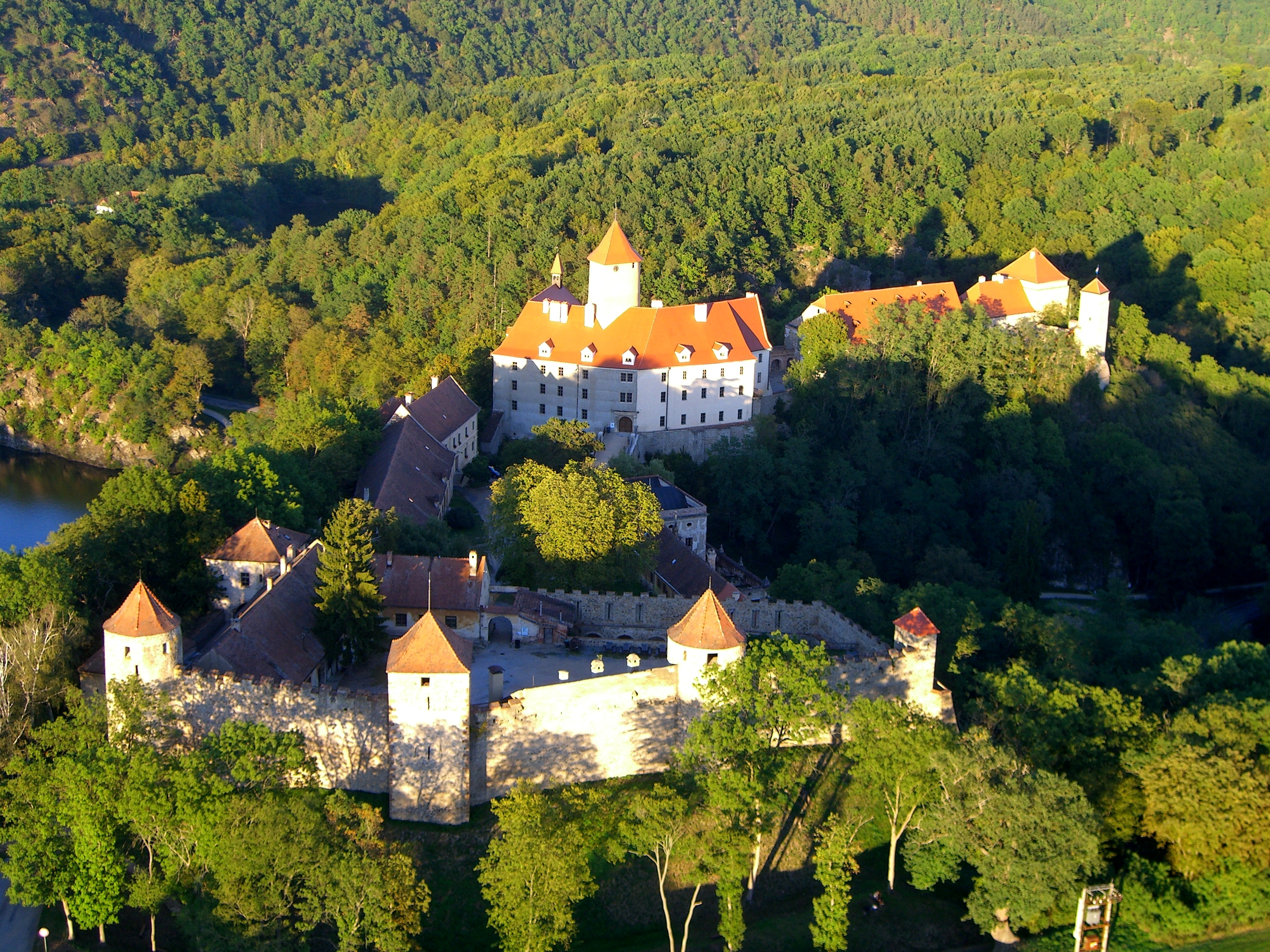
維維日城堡

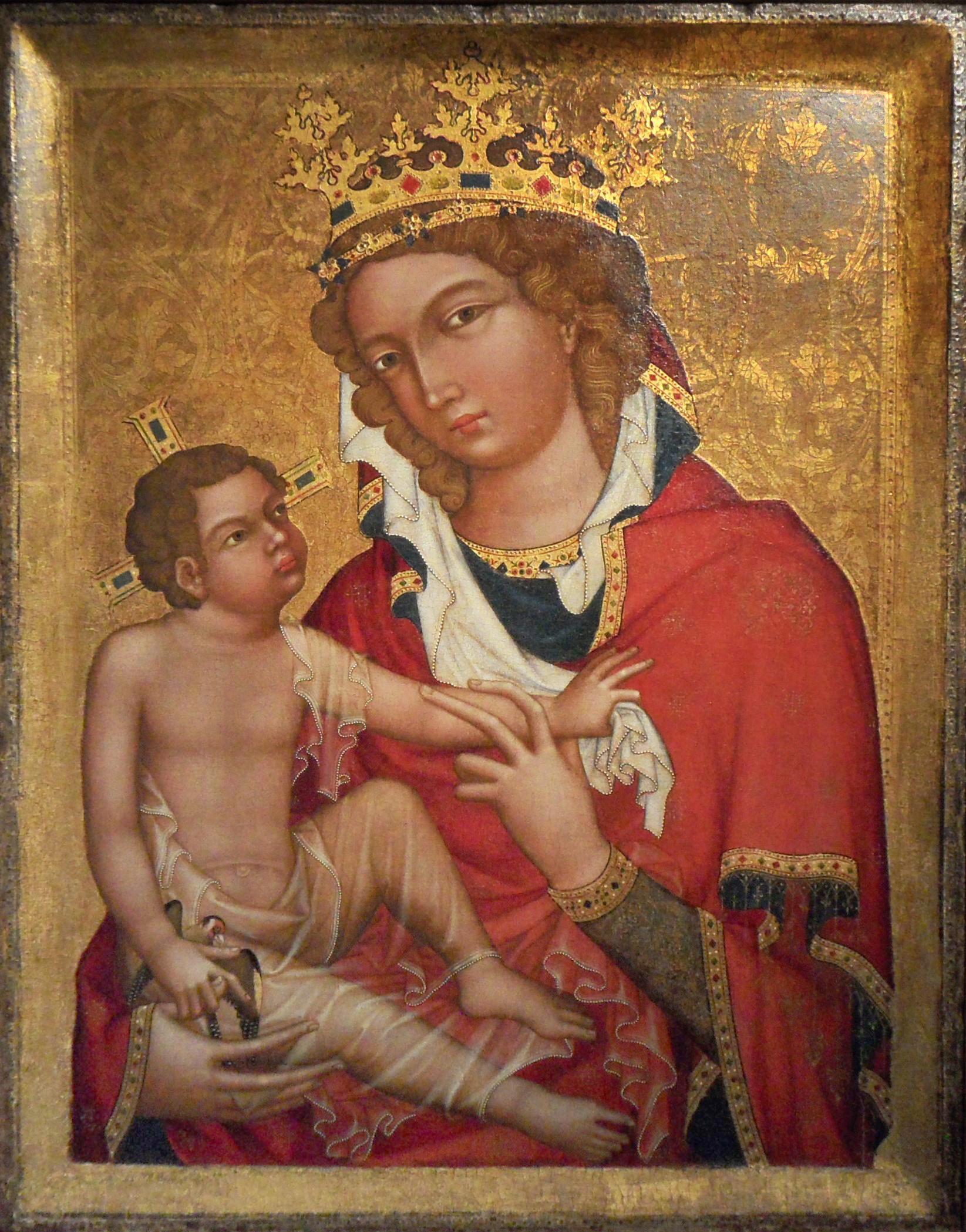
聖母瑪利亞 維維日城堡

維維日城堡（捷克語：Hrad Veveří）皇家城堡 是位於捷克城市布爾諾西南15公里處的一座城堡。城堡第一次在文獻中被提到是在1213年和1222年。 在1336年至1342年，他服務於後來的皇帝查理四世 (神圣罗马帝国)。
在1375年至1411年間，他被摩拉維亞統治者和後來的德國國王以及皇帝JoštMoravský使用.二戰期間城堡被德軍佔領。戰後城堡曾一度對外開放，但在1950年代之後被其他單位使用。2002年開始城堡恢復對外開放。

## 外部連結
- （捷克文） Hrad Veveří （页面存档备份，存于）
- （捷克文） Official site